# 조셉 W. 지라르

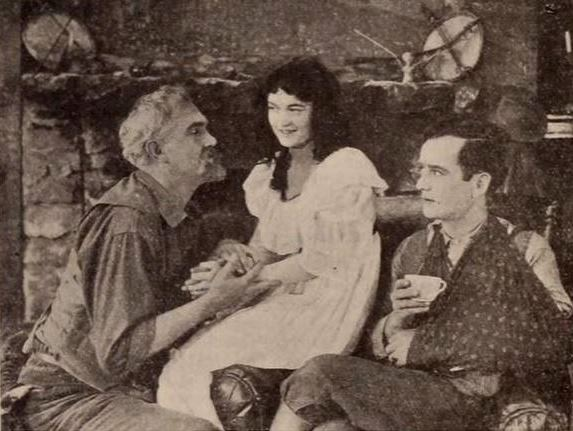

조셉 W. 지라르(Joseph W. Girard, 1871년 4월 2일 ~ 1949년 8월 21일)는 미국의 배우, 각본가이다.
우들랜드힐스에서 사망하였다.

## 영화
- 스파이더 리턴즈 (1941년)
- 요크 상사 (1941년)
- 노라 모란의 원죄 (1933년)
- 더 허리케인 익스프레스 (1932년)
- 상상해 보라 (1930년)
- 더 플릿츠 인 (1928년)
- 네 아들 (1928년)
- 해저 2만리 (1916년)